# Woża
Woża (ros. Вожа) – rzeka w europejskiej części Rosji o długości 103 km. Przepływa przez obwód riazański, jest prawym dopływem Oki. Powierzchnia zlewni wynosi 1590 km².